# Яров, Ромэн Ефремович
Ромэ́н Ефре́мович Я́ров (1933, Москва — 29 января 2005, Техас) — писатель, более известный как фантаст.
Окончил Московский институт инженеров автомобильного транспорта. Автор многочисленных популярных статей по истории науки, а также литературных публикаций. Уехал из СССР в 1977 году, поселился в США. За рубежом его произведения были напечатаны в издательстве «Посев», в журнале «Новое русское слово», в «Новой газете» и других русско-язычных периодических изданиях.

## Книги
- Музыка для усталых любовников : рассказы. — New York: Effect Publishing Inc, 1985. — 214 с.